# Exit Eden
Exit Eden — музичний супергурт з жіночим вокалом, який виконує пісні у жанрах симфо-метал, рок, поп, складається зі співачок Аманди Сомервілль, Анна Брюннер, Клемонтін Дельоне та Марини Ла Торрака. Гурт виконує версії у жанрі симфонічний метал відомих поп- та рок-пісень.

## Історія гурту
Гурт було сформовано 2017-го американською співачкою Амандою Сомервіль (Avantasia, Alice Cooper, Epica), бразильською співачкою Marina La Torraca (Phantom Elite), французькою співачкою Клемонтін Дельоне (Visions of Atlantis, Serenity) і німецько-американською співачкою Анною Брюннер. . Гурт почав розміщення на YouTube перших кліпів з каверами у жанрі метал з дебютного альбому "Rhapsodies in Black", який досяг тисяч переглядів за кілька днів, досягши 15-го місця у німецьких чартах.
Деякі музиканти, звукоінженери та продюсери з метал-сцени, як Сімоне Сімонс (Epica), Hardy Krech, Mark Nissen, Johannes Braun (Kissin’ Dynamite), Jim Müller (Kissin’ Dynamite), Саша Пет (Avantasia, Edguy, Kamelot), Evan K (Mystic Prophecy) співпрацювали над випуском альбому.
20 жовтня 2023 року Аманда Сомервіль випустила заяву, в якій оголосила про вихід нового матеріалу та про те, що вона піде з гурту, щоб зосередитися на своїх трьох дітях . Інші учасники підтвердили, що продовжуватимуть, не замінюючи її.
24 жовтня 2023 року вийшов відео-кліп у співпраці з Марко Гієтала під назвою "Run!" нового альбому «Femmes Fatales».
10 січня 2024 року гурт випустив відео-кліп на пісню "Femme Fatale".
12 січня 2024 року гурт Exit Eden випустив свій другий альбом "Femme Fatale" та відправився в турне містами США, Германії, Австрії та Канади.
14 грудня 2024 року вийшов кліп на пісню "Désenchantée" Mylène Farmer з нового альбому у виконанні Клемонтін Дельоне.

## Учасники

### Поточні
- Анна Брюннер[de] - вокал (з 2017)
- Клемонтін Дельоне - вокал (з 2017)
- Марина Ла Торрака - вокал (з 2017)

### Колишні
- Аманда Сомервілль - вокал (2017–2023)

## Дискографія

### Альбоми
| Рік  | Назва               | Примітки                                 |
| ---- | ------------------- | ---------------------------------------- |
| 2017 | Rhapsodies in Black | (Starwatch Entertainment/Napalm Records) |
| 2024 | Femmes Fatales      |                                          |

### Музичні відео
- Unfaithful[9][10] (кавер Rihanna) (Starwatch Entertainment[en]/Napalm Records)
- Impossible[11][12] (кавер Shontelle[en]) (Starwatch Entertainment[en]/Napalm Records)
- Incomplete[13][14] (кавер Backstreet Boys) (Starwatch Entertainment[en]/Napalm Records)
- Paparazzi[15] (кавер Lady Gaga) (Starwatch Entertainment[en]/Napalm Records)
- Total Eclipse of the Heart[16][17] (кавер Бонні Тайлер) (Starwatch Entertainment[en]/Napalm Records)
- A Question of Time[18][19] (кавер Depeche Mode) (Starwatch Entertainment[en]/Napalm Records)
- Run! (featuring Марко Гієтала)[20] (Napalm Records)
- Separate Ways (Journey cover) (Napalm Records)
- Femme Fatale (кавер Records)
- Désenchantée (кавер Mylène Farmer ) (Napalm Records)

## Зовнішні посилання
- Exit Eden Official site [Архівовано 18 січня 2018 у Wayback Machine.]
- Exit Eden у соцмережі «Facebook»